# 시정촌도

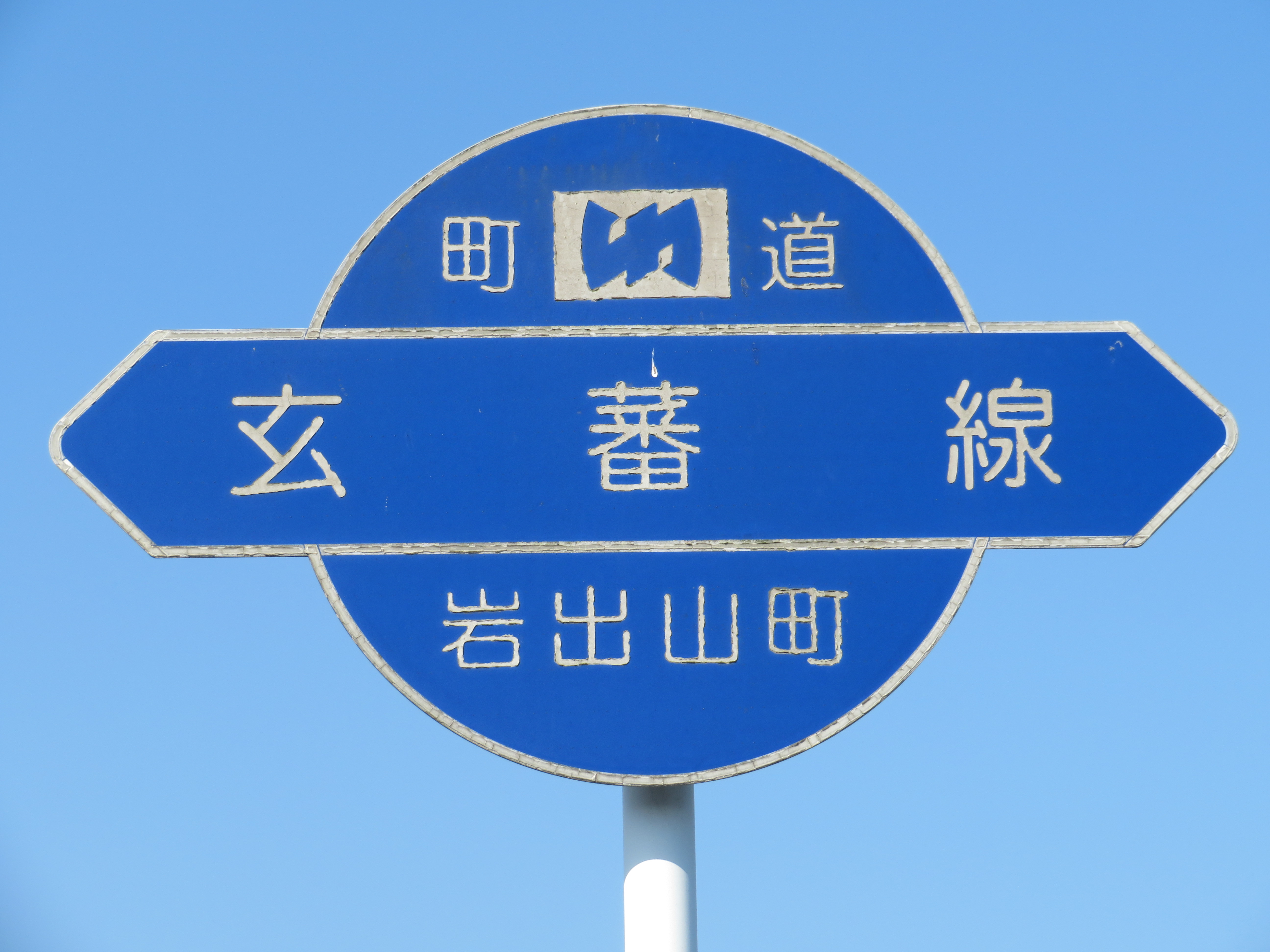
실제 시정촌도의 표지판이다. 그러나 이 도로 표지판은 옛 이와데야마정도 겐바 선이다. 도도부현도 번호와 달리 원형과 화살표가 서로 조합되어 있는 것으로 드러난다.

시정촌도(市町村道 시초손도[*])는 일본의 도로법상의 도로 중 시정촌의 구역 안에 있고, 해당 시정촌 의회에서 노선이 인정되어 있는 도로이기도 하다. 또한 관리는 보통 해당 노선이 존재하게 되는 시정촌에서 주로 행해진다. 그래서 시정촌도는 주요 지방도로 인정되는 일부 도로가 존재하게 되는 경우가 간혹 있다. 다만 한신 고속도로, 후쿠오카 고속도로, 히로시마 고속도로 등과 같은 유료도로, 고속도로의 노선들 중에서 일부가 시정촌도로 설정시켜서 취급되는 경우도 간혹 있다.

## 같이 보기
- 주요 지방도
- 농도